# Provinciaal gerechtshof in Holland
Het provinciaal gerechtshof in Holland was formeel van 1838 tot 1842 een van de provinciale hoven in Nederland. Feitelijk was het Hof bevoegd in het zuidelijke gedeelte van de provincie Holland, voor het noordelijk gedeelte van de provincie zetelde in Amsterdam de Criminele rechtbank Holland. Nadat in 1840 de provincie Holland ook formeel in twee provincies was verdeeld werd het provinciaal gerechtshof in Holland omgedoopt tot provinciaal gerechtshof in Zuid-Holland.